# Iulia Pahalina
Iulia Pahalina (n. 12 septembrie 1977, Penza, RSFS Rusă, URSS) este o săritoare în apă ce a reprezentat Rusia, medaliată olimpică. A participat la 3 ediții ale Jocurilor Olimpice (2000, 2004, 2008) în care a câștigat o medalie de aur, 3 medalii de argint și o medalie de bronz.